# 日本英語検定協会
公益財団法人日本英語検定協会（にほんえいごけんていきょうかい、Eiken Foundation of Japan）は、実用英語技能検定の実施、実用英語に関する通信教育、出版物の発行などの事業を通じて、英語能力の養成のために活動をしている公益財団法人。
1963年4月に旺文社の赤尾好夫が設立した。同年から赤尾が理事長を務めた。

## 沿革
- 1963年4月 - 財団法人日本英語検定協会として設立、第1回実用英語技能検定を実施
- 1968年 - 実用英語技能検定が文部省認定となる
- 2009年9月1日 - 財団法人日本英語教育協会と合併
- 2012年4月 - 公益財団法人化（内閣総理大臣認定）

## 主な事業
令和2年度事業計画書より
- 英語能力判定事業
  - 実用英語技能検定 - 個人や団体を対象とした実用英語の能力の検定
  - 英検Jr. - 児童向けの実用英語試験
  - 英検IBA - 英語学習者の習熟度判定テスト
  - IELTS - 海外への留学、移住申請等に必要な英語力を証明するテスト
  - Linguaskill - ビジネス英語の測定テスト
  - GCAS - ビジネス英語の測定テスト
  - TEAP/TEAP CBT - 大学生活に必要な英語運用能力を測定し、大学入学選抜試験等で活用する目的で開発したテスト
- 実用英語の研修・教育事業
- 実用英語の取得及び普及向上に繋がる研究及び事業に対する助成事業